# Ramez Dayoub
Ramez Jamal Dayoub (Beirut, 8 settembre 1984) è un ex calciatore libanese, di ruolo difensore.